# Stowarzyszenie na Rzecz Promocji Dolnego Śląska
Jeżeli edytujesz kod źródłowy, to aby uzyskać taki efekt: teoria, elektronem, Witolda Gombrowicza – twórz linki według składni: [[teoria]], [[elektron]]em, [[Witold Gombrowicz|Witolda Gombrowicza]].

Stowarzyszenie na Rzecz Promocji Dolnego Śląska (SPDS) powstało 28 czerwca 1996 r. Siedziba Stowarzyszenia mieści się w Budynku Telewizji Polskiej we Wrocławiu. Stowarzyszenie działa na podstawie wpisu do Krajowego Rejestru Sądowego pod numerem KRS 0000072956 z dnia 15 grudnia 2001 roku. Jest to kontynuacja działalności prowadzonej od 28 czerwca 1996 roku na podstawie wyciągu z Rejestru Stowarzyszeń I Wydziału Cywilnego – Sekcji Rejestrowej Sądu Wojewódzkiego we Wrocławiu. SPDS działa na podstawie Statutu zatwierdzonego 18 kwietnia 2008 r.

## Działalność Stowarzyszenia
Głównym przedmiotem działalności Stowarzyszenia jest promocja Dolnego Śląska w tym:
- promocja gmin
- promocja firm przemysłowych
- promocja handlu i usług
- promocja walorów turystycznych
- inicjowanie i wspieranie projektów inwestycyjnych istotnych dla Dolnego Śląska.

Ponadto Stowarzyszenie działa na rzecz integracji Dolnego Śląska z Unią Europejską i współpracy z regionami partnerskimi, wspierania rozwoju społeczności lokalnych Dolnego Śląska, w tym rozwijania twórczych zainteresowań dzieci i młodzieży, a także upowszechniania wiedzy o historii, kulturze i tradycjach Dolnego Śląska. W 2000 roku na EXPO 2000 w Hanowerze Stowarzyszenie utworzyło portal www.dolnyslask.pl, który po przekazaniu Marszałkowi Województwa Dolnośląskiego stał się jednym z najbardziej znanych portali regionalnych.

### Najważniejsze inicjatywy Stowarzyszenia
- Dolnośląski Klucz Sukcesu – od 1997 r.
- Cykl wydawniczy „Dolny Śląsk wczoraj i dziś” – od 2005 r.
- Dolnośląski Klub Promocji Plastyki – od 2009 r.
- Klub łuczniczy „Dolnoślązak” – od 2010 r.
- Ruch społeczny „Młodzież 3 Wieku” – od 2018 r.
- Dolnośląskie Forum Samorządu Terytorialnego – 1997-2014
- Dolnośląskie Forum Energii Odnawialnej – 2007-2010